# Bahnstrecke Paray-le-Monial–Givors-Canal
| Bahnübergang No. 44 am ehemaligen Haltepunkt Claveisolles, 2018 |                              |                                                                                         |                                                                                         |
| Streckennummer (SNCF): | 775 000                      |                                                                                         |                                                                                         |
| Kursbuchstrecke: | 35, 36                       |                                                                                         |                                                                                         |
| Streckenlänge: | 134,6 km                     |                                                                                         |                                                                                         |
| Spurweite: | 1435 mm (Normalspur)         |                                                                                         |                                                                                         |
| Stromsystem: | Tassin–Givors-Canal 1,5 kV = |                                                                                         |                                                                                         |
| Maximale Neigung: | 11 ‰                         |                                                                                         |                                                                                         |
| Zweigleisigkeit: | ehem. ja                     |                                                                                         |                                                                                         |
| |                              |                                                                                         |                                                                                         |
| \| \| \| Bahnstrecke Moulins–Mâcon nach Moulins \| \| \| \| \| Bahnstrecke Le Coteau–Montchanin von Roanne \| \| \| \| 0,0 \| Paray-le-Monial \| 250 m \| \| \| \| \| \| \| \| \| Bahnstrecke Moulins–Mâcon nach Mâcon und Bahnstrecke Le Coteau–Montchanin n. Montchanin \| \| \| \| \| \| \| \| \| 7,0 \| Tunnel du Breuil (431m) \| Tunnel du Breuil (431m) \| \| \| 8,4 \| Lugny-lès-Charolles \| 287 m \| \| \| 8,9 \| Arconce (69 m) \| Arconce (69 m) \| \| \| ≈13,3 \| D985 (ehem. N 485) \| D985 (ehem. N 485) \| \| \| 13,4 \| Saint-Julien-Changy \| 326 m \| \| \| 17,5 \| Viaduc de la Côte (159 m) \| Viaduc de la Côte (159 m) \| \| \| 17,9 \| Dyo \| 343 m \| \| \| 23,1 \| Tunnel des Bruyères (151 m) \| Tunnel des Bruyères (151 m) \| \| \| \| Bahnstrecke Pouilly-sous-Charlieu–Clermain von Clermain \| \| \| \| \| CD du Rhône-Saône-et-Loire (RSL) n. Monsols \| \| \| \| 28,1 \| La Clayette-Baudemont \| 368 m \| \| \| \| Bahnstrecke Pouilly-sous-Charlieu–Clermain n. Pouilly-sous-Ch. \| \| \| \| 29,4 \| Sornin (220 m) \| Sornin (220 m) \| \| \| 30,6 \| Tunnel du Grand-Bois (101 m) \| Tunnel du Grand-Bois (101 m) \| \| \| 32,6 \| Chassigny-sous-Dun \| 394 m \| \| \| 33,0 \| Tunnel de Chassigny (164 m) \| Tunnel de Chassigny (164 m) \| \| \| 35,2 \| Tunnel de Mussy (151 m) \| Tunnel de Mussy (151 m) \| \| \| 35,4 \| Mussy-sous-Dun \| 408 m \| \| \| 35,9 \| Viaduc de Mussy (561 m) \| Viaduc de Mussy (561 m) \| \| \| 36,8 \| Tunnel de Mont-Loup (134 m) \| Tunnel de Mont-Loup (134 m) \| \| \| 38,8 \| Chauffailles \| 441 m \| \| \| 41,0 \| Viaduc de Villon (141 m) \| Viaduc de Villon (141 m) \| \| \| 41,6 \| Département Saône-et-Loire / Loire \| Département Saône-et-Loire / Loire \| \| \| 43,4 \| Viaduc de Montveneur (104 m) \| Viaduc de Montveneur (104 m) \| \| \| 45,5 \| Belleroche-Belmont \| 511 m \| \| \| 45,9 \| Tunnel des Écharmeaux (4.153 m) \| Tunnel des Écharmeaux (4.153 m) \| \| \| 47,9 \| Département Loire / Rhône \| Département Loire / Rhône \| \| \| 48,5 \| Scheitelpunkt \| 526 m \| \| \| \| \| \| \| \| 50,7 \| Poule \| 519 m \| \| \| 55,4 \| Viaduc de la Grande-Neuve (87 m) \| Viaduc de la Grande-Neuve (87 m) \| \| \| 56,4 \| Viaduc de la Foraize (112 m) \| Viaduc de la Foraize (112 m) \| \| \| 56,9 \| Viaduc de la Boucle (105 m); darunter: T. de Claveisolles (1268 m) \| Viaduc de la Boucle (105 m); darunter: T. de Claveisolles (1268 m) \| \| \| 60,0 \| Claveisolles 433 m \| Claveisolles 433 m \| \| \| 57,3 \| Viaduc du Collier (99 m); daneben: Tunnel de Vigues (264 m) \| Viaduc du Collier (99 m); daneben: Tunnel de Vigues (264 m) \| \| \| 58,0 \| Viaduc Chez Aulas (115 m) \| Viaduc Chez Aulas (115 m) \| \| \| 61,7 \| Azergues (10 m) \| Azergues (10 m) \| \| \| 61,8 \| Saint-Nizier-d’Azergues 419 m \| Saint-Nizier-d’Azergues 419 m \| \| \| 65,1 \| Lamure-sur-Azergues \| 388 m \| \| \| 68,7 \| Grandris-Allières \| 357 m \| \| \| 69,4 \| Azergues (45 m) \| Azergues (45 m) \| \| \| 70,4 \| Allières \| 343 m \| \| \| 71,9 \| Saint-Just-d’Avray \| 319 m \| \| \| 73,5 \| Azergues (18 m) \| Azergues (18 m) \| \| \| 73,6 \| Tunnel de Brottaux (281 m) \| Tunnel de Brottaux (281 m) \| \| \| 74,1 \| Azergues (19 m) \| Azergues (19 m) \| \| \| 74,6 \| Chamelet \| 309 m \| \| \| 79,5 \| Ternand \| 278 m \| \| \| 79,8 \| Azergues (19 m) \| Azergues (19 m) \| \| \| 81,5 \| Saint-Laurent-d’Oingt \| 271 m \| \| \| ≈84,8 \| CFB nach Villefranche-sur-Saône \| CFB nach Villefranche-sur-Saône \| \| \| 85,0 \| Bois-d’Oingt-Légny \| 246 m \| \| \| 86,8 \| Le Breuil \| 237 m \| \| \| 89,6 \| Chessy \| 224 m \| \| \| 91,7 \| Châtillon-d’Azergues \| 215 m \| \| \| 92,5 \| Azergues (33 m) \| Azergues (33 m) \| \| \| 94,7 \| Brévenne (27 m) \| Brévenne (27 m) \| \| \| 95,2 \| Bahnstrecke Le Coteau–Saint-Germain-au-Mont-d’Or von Le Coteau \| Bahnstrecke Le Coteau–Saint-Germain-au-Mont-d’Or von Le Coteau \| \| \| 95,2 \| Tunnel de Lozanne (195 m) \| Tunnel de Lozanne (195 m) \| \| \| 95,5 \| Lozanne \| 203 m \| \| \| \| Bahnstrecke Le Coteau–Saint-Germain-au-Mont-d’Or n. St-Germain \| \| \| \| 98,0 \| Tunnel de Marand (207m) \| Tunnel de Marand (207m) \| \| \| 98,6 \| Semonet (Viaduc de Civrieux; 51 m) \| Semonet (Viaduc de Civrieux; 51 m) \| \| \| 99,5 \| Civrieux-d’Azergues \| 239 m \| \| \| 100,3 \| Tunnel de Bramefond (257 m) \| Tunnel de Bramefond (257 m) \| \| \| 100,9 \| Tunnel de Janzay (531 m) \| Tunnel de Janzay (531 m) \| \| \| 102,5 \| Dommartin-Lissieu (Alter Bahnhof; 267 m) \| Dommartin-Lissieu (Alter Bahnhof; 267 m) \| \| \| 102,9 \| Viaduc de Chicotière (102 m) \| Viaduc de Chicotière (102 m) \| \| \| 103,5 \| Dommartin-Lissieu \| 278 m \| \| \| 103,9 \| Viaduc de Grévy (40 m) \| Viaduc de Grévy (40 m) \| \| \| 106,0 \| Limonest \| 302 m \| \| \| \| OTL nach Lyon \| \| \| \| 106,2 \| Tunnel de Limonest (964 m) \| Tunnel de Limonest (964 m) \| \| \| 107,4 \| Dardilly-le-Jubin \| Dardilly-le-Jubin \| \| \| 109,0 \| Dardilly \| 276 m \| \| \| 109,5 \| Dardilly-les-Mouilles \| Dardilly-les-Mouilles \| \| \| 110,7 \| Viaduc des Planches (99 m) \| Viaduc des Planches (99 m) \| \| \| 111,8 \| Les Flachères \| 248 m \| \| \| \| Bahnstrecke Lyon-Saint-Paul–Montbrison von Montbrison \| \| \| \| 113,9 \| Tassin \| 229 m \| \| \| 114,6 \| \| \| \| \| 114,6 \| Bahnstrecke Lyon-Saint-Paul–Montbrison nach Lyon-Saint-Paul \| Bahnstrecke Lyon-Saint-Paul–Montbrison nach Lyon-Saint-Paul \| \| \| ≈115,5 \| FOL nach Lyon und D 489 (ehem. N 89) \| FOL nach Lyon und D 489 (ehem. N 89) \| \| \| 115,8 \| Alaï \| 222 m \| \| \| 116,6 \| Viaduc de Sarmières (Charbonnières; 136 m) \| Viaduc de Sarmières (Charbonnières; 136 m) \| \| \| 117,1 \| Yzeron (Viaduc de Francheville; 182 m) \| Yzeron (Viaduc de Francheville; 182 m) \| \| \| 117,7 \| Tunnel de Francheville (92 m) \| Tunnel de Francheville (92 m) \| \| \| 117,9 \| Viaduc du Colombier (60 m) \| Viaduc du Colombier (60 m) \| \| \| 118,4 \| Francheville \| 222 m \| \| \| 122,3 \| Chaponost \| 232 m \| \| \| ≈124,9 \| D 386 (ehem. N 86 und OTL nach Lyon; ehem. BUE) \| D 386 (ehem. N 86 und OTL nach Lyon; ehem. BUE) \| \| \| 125,3 \| Brignais \| 209 m \| \| \| ≈126,2 \| Autoroute 450 \| Autoroute 450 \| \| \| 127,8 \| Vourles-Charly \| 199 m \| \| \| 130,5 \| Millery-Montagny \| 179 m \| \| \| 133,2 \| Garon (27 m) \| Garon (27 m) \| \| \| \| Bahnstrecke Moret-Veneux-les-Sablons–Lyon-Perrache v. Lyon-P. \| \| \| \| 134,6 540,2 \| Gleisharfe Badan \| Gleisharfe Badan \| \| \| 133,8 \| Abzw. Lozanne (Posten 3) \| Abzw. Lozanne (Posten 3) \| \| \| 134,6 539,3 \| Givors-Canal \| 161 m \| \| \| \| Bahnstrecke Givors-Canal–Chasse-sur-Rhône n. Chasse/s/Rhône \| \| \| \| \| Bahnstrecke Givors-Canal–Grezan nach Nîmes und Rhône \| \| \| \| \| \| \| \| \| \| Bahnstrecke Moret-Veneux-les-Sablons–Lyon-Perrache nach Moret-Veneux-les-Sablons \| \| |                              |                                                                                         |                                                                                         |
| |                              | Bahnstrecke Moulins–Mâcon nach Moulins                                                  |                                                                                         |
| Abzweig geradeaus und ehemals von rechts |                              | Bahnstrecke Le Coteau–Montchanin von Roanne                                             | Bahnstrecke Le Coteau–Montchanin von Roanne                                             |
| Bahnhof | 0,0                          | Paray-le-Monial                                                                         | 250 m                                                                                   |
| |                              |                                                                                         |                                                                                         |
| Abzweig geradeaus und nach links |                              | Bahnstrecke Moulins–Mâcon nach Mâcon und Bahnstrecke Le Coteau–Montchanin n. Montchanin | Bahnstrecke Moulins–Mâcon nach Mâcon und Bahnstrecke Le Coteau–Montchanin n. Montchanin |
| |                              |                                                                                         |                                                                                         |
| Tunnel | 7,0                          | Tunnel du Breuil (431m)                                                                 | Tunnel du Breuil (431m)                                                                 |
| ehemaliger Bahnhof | 8,4                          | Lugny-lès-Charolles                                                                     | 287 m                                                                                   |
| Brücke über Wasserlauf | 8,9                          | Arconce (69 m)                                                                          | Arconce (69 m)                                                                          |
| Bahnübergang | ≈13,3                        | D985 (ehem. N 485)                                                                      | D985 (ehem. N 485)                                                                      |
| ehemaliger Bahnhof | 13,4                         | Saint-Julien-Changy                                                                     | 326 m                                                                                   |
| Brücke über Wasserlauf | 17,5                         | Viaduc de la Côte (159 m)                                                               | Viaduc de la Côte (159 m)                                                               |
| ehemaliger Bahnhof | 17,9                         | Dyo                                                                                     | 343 m                                                                                   |
| Tunnel | 23,1                         | Tunnel des Bruyères (151 m)                                                             | Tunnel des Bruyères (151 m)                                                             |
| Abzweig geradeaus und von links |                              | Bahnstrecke Pouilly-sous-Charlieu–Clermain von Clermain                                 | Bahnstrecke Pouilly-sous-Charlieu–Clermain von Clermain                                 |
| Strecke · U-Bahn-Strecke von links (außer Betrieb) |                              | CD du Rhône-Saône-et-Loire (RSL) n. Monsols                                             | CD du Rhône-Saône-et-Loire (RSL) n. Monsols                                             |
| Bahnhof · U-Bahn-Kopfbahnhof Streckenende (Strecke außer Betrieb) | 28,1                         | La Clayette-Baudemont                                                                   | 368 m                                                                                   |
| Abzweig geradeaus und nach rechts |                              | Bahnstrecke Pouilly-sous-Charlieu–Clermain n. Pouilly-sous-Ch.                          | Bahnstrecke Pouilly-sous-Charlieu–Clermain n. Pouilly-sous-Ch.                          |
| Brücke über Wasserlauf | 29,4                         | Sornin (220 m)                                                                          | Sornin (220 m)                                                                          |
| Tunnel | 30,6                         | Tunnel du Grand-Bois (101 m)                                                            | Tunnel du Grand-Bois (101 m)                                                            |
| ehemaliger Haltepunkt / Haltestelle | 32,6                         | Chassigny-sous-Dun                                                                      | 394 m                                                                                   |
| Tunnel | 33,0                         | Tunnel de Chassigny (164 m)                                                             | Tunnel de Chassigny (164 m)                                                             |
| Tunnel | 35,2                         | Tunnel de Mussy (151 m)                                                                 | Tunnel de Mussy (151 m)                                                                 |
| ehemaliger Haltepunkt / Haltestelle | 35,4                         | Mussy-sous-Dun                                                                          | 408 m                                                                                   |
| Brücke über Wasserlauf | 35,9                         | Viaduc de Mussy (561 m)                                                                 | Viaduc de Mussy (561 m)                                                                 |
| Tunnel | 36,8                         | Tunnel de Mont-Loup (134 m)                                                             | Tunnel de Mont-Loup (134 m)                                                             |
| Bahnhof | 38,8                         | Chauffailles                                                                            | 441 m                                                                                   |
| Brücke | 41,0                         | Viaduc de Villon (141 m)                                                                | Viaduc de Villon (141 m)                                                                |
| Grenze | 41,6                         | Département Saône-et-Loire / Loire                                                      | Département Saône-et-Loire / Loire                                                      |
| Brücke über Wasserlauf | 43,4                         | Viaduc de Montveneur (104 m)                                                            | Viaduc de Montveneur (104 m)                                                            |
| ehemaliger Bahnhof | 45,5                         | Belleroche-Belmont                                                                      | 511 m                                                                                   |
| Tunnelanfang | 45,9                         | Tunnel des Écharmeaux (4.153 m)                                                         | Tunnel des Écharmeaux (4.153 m)                                                         |
| Grenze (im Tunnel) | 47,9                         | Département Loire / Rhône                                                               | Département Loire / Rhône                                                               |
| Kulminations-/Scheitelpunkt (im Tunnel) | 48,5                         | Scheitelpunkt                                                                           | 526 m                                                                                   |
| Tunnelende |                              |                                                                                         |                                                                                         |
| ehemaliger Bahnhof | 50,7                         | Poule                                                                                   | 519 m                                                                                   |
| Brücke | 55,4                         | Viaduc de la Grande-Neuve (87 m)                                                        | Viaduc de la Grande-Neuve (87 m)                                                        |
| Brücke über Wasserlauf | 56,4                         | Viaduc de la Foraize (112 m)                                                            | Viaduc de la Foraize (112 m)                                                            |
| Strecke von links (im Tunnel) · Strecke quer · Kreuzung geradeaus oben · Strecke quer · Strecke von rechts | 56,9                         | Viaduc de la Boucle (105 m); darunter: T. de Claveisolles (1268 m)                      | Viaduc de la Boucle (105 m); darunter: T. de Claveisolles (1268 m)                      |
| Tunnelende · Strecke · ehemaliger Haltepunkt / Haltestelle | 60,0                         | Claveisolles 433 m                                                                      | Claveisolles 433 m                                                                      |
| Strecke · Brücke · Tunnel | 57,3                         | Viaduc du Collier (99 m); daneben: Tunnel de Vigues (264 m)                             | Viaduc du Collier (99 m); daneben: Tunnel de Vigues (264 m)                             |
| Strecke · Strecke nach links · Strecke quer · Strecke nach rechts | 58,0                         | Viaduc Chez Aulas (115 m)                                                               | Viaduc Chez Aulas (115 m)                                                               |
| Brücke über Wasserlauf | 61,7                         | Azergues (10 m)                                                                         | Azergues (10 m)                                                                         |
| ehemaliger Bahnhof | 61,8                         | Saint-Nizier-d’Azergues 419 m                                                           | Saint-Nizier-d’Azergues 419 m                                                           |
| Bahnhof | 65,1                         | Lamure-sur-Azergues                                                                     | 388 m                                                                                   |
| ehemaliger Bahnhof | 68,7                         | Grandris-Allières                                                                       | 357 m                                                                                   |
| Brücke über Wasserlauf | 69,4                         | Azergues (45 m)                                                                         | Azergues (45 m)                                                                         |
| ehemaliger Haltepunkt / Haltestelle | 70,4                         | Allières                                                                                | 343 m                                                                                   |
| ehemaliger Haltepunkt / Haltestelle | 71,9                         | Saint-Just-d’Avray                                                                      | 319 m                                                                                   |
| Brücke über Wasserlauf | 73,5                         | Azergues (18 m)                                                                         | Azergues (18 m)                                                                         |
| Tunnel | 73,6                         | Tunnel de Brottaux (281 m)                                                              | Tunnel de Brottaux (281 m)                                                              |
| Brücke über Wasserlauf | 74,1                         | Azergues (19 m)                                                                         | Azergues (19 m)                                                                         |
| Bahnhof | 74,6                         | Chamelet                                                                                | 309 m                                                                                   |
| ehemaliger Bahnhof | 79,5                         | Ternand                                                                                 | 278 m                                                                                   |
| Brücke über Wasserlauf | 79,8                         | Azergues (19 m)                                                                         | Azergues (19 m)                                                                         |
| ehemaliger Bahnhof | 81,5                         | Saint-Laurent-d’Oingt                                                                   | 271 m                                                                                   |
| Kreuzung mit U-Bahn (Querstrecke außer Betrieb) · U-Bahn-Bahnhof quer (Strecke außer Betrieb) | ≈84,8                        | CFB nach Villefranche-sur-Saône                                                         | CFB nach Villefranche-sur-Saône                                                         |
| Bahnhof | 85,0                         | Bois-d’Oingt-Légny                                                                      | 246 m                                                                                   |
| ehemaliger Haltepunkt / Haltestelle | 86,8                         | Le Breuil                                                                               | 237 m                                                                                   |
| Haltepunkt / Haltestelle | 89,6                         | Chessy                                                                                  | 224 m                                                                                   |
| Bahnhof | 91,7                         | Châtillon-d’Azergues                                                                    | 215 m                                                                                   |
| Brücke über Wasserlauf | 92,5                         | Azergues (33 m)                                                                         | Azergues (33 m)                                                                         |
| Brücke über Wasserlauf | 94,7                         | Brévenne (27 m)                                                                         | Brévenne (27 m)                                                                         |
| Abzweig geradeaus und von rechts | 95,2                         | Bahnstrecke Le Coteau–Saint-Germain-au-Mont-d’Or von Le Coteau                          | Bahnstrecke Le Coteau–Saint-Germain-au-Mont-d’Or von Le Coteau                          |
| Tunnel | 95,2                         | Tunnel de Lozanne (195 m)                                                               | Tunnel de Lozanne (195 m)                                                               |
| Bahnhof | 95,5                         | Lozanne                                                                                 | 203 m                                                                                   |
| Abzweig geradeaus, nach links und ehemals von links |                              | Bahnstrecke Le Coteau–Saint-Germain-au-Mont-d’Or n. St-Germain                          | Bahnstrecke Le Coteau–Saint-Germain-au-Mont-d’Or n. St-Germain                          |
| Tunnel | 98,0                         | Tunnel de Marand (207m)                                                                 | Tunnel de Marand (207m)                                                                 |
| Brücke über Wasserlauf | 98,6                         | Semonet (Viaduc de Civrieux; 51 m)                                                      | Semonet (Viaduc de Civrieux; 51 m)                                                      |
| Bahnhof | 99,5                         | Civrieux-d’Azergues                                                                     | 239 m                                                                                   |
| Tunnel | 100,3                        | Tunnel de Bramefond (257 m)                                                             | Tunnel de Bramefond (257 m)                                                             |
| Tunnel | 100,9                        | Tunnel de Janzay (531 m)                                                                | Tunnel de Janzay (531 m)                                                                |
| ehemaliger Bahnhof | 102,5                        | Dommartin-Lissieu (Alter Bahnhof; 267 m)                                                | Dommartin-Lissieu (Alter Bahnhof; 267 m)                                                |
| Brücke über Wasserlauf | 102,9                        | Viaduc de Chicotière (102 m)                                                            | Viaduc de Chicotière (102 m)                                                            |
| Haltepunkt / Haltestelle | 103,5                        | Dommartin-Lissieu                                                                       | 278 m                                                                                   |
| Brücke über Wasserlauf | 103,9                        | Viaduc de Grévy (40 m)                                                                  | Viaduc de Grévy (40 m)                                                                  |
| ehemaliger Bahnhof · U-Bahn-Kopfbahnhof Streckenanfang (Strecke außer Betrieb) | 106,0                        | Limonest                                                                                | 302 m                                                                                   |
| Strecke · U-Bahn-Strecke nach halblinks (außer Betrieb) |                              | OTL nach Lyon                                                                           | OTL nach Lyon                                                                           |
| Tunnel | 106,2                        | Tunnel de Limonest (964 m)                                                              | Tunnel de Limonest (964 m)                                                              |
| Haltepunkt / Haltestelle | 107,4                        | Dardilly-le-Jubin                                                                       | Dardilly-le-Jubin                                                                       |
| ehemaliger Bahnhof | 109,0                        | Dardilly                                                                                | 276 m                                                                                   |
| Haltepunkt / Haltestelle | 109,5                        | Dardilly-les-Mouilles                                                                   | Dardilly-les-Mouilles                                                                   |
| Brücke über Wasserlauf | 110,7                        | Viaduc des Planches (99 m)                                                              | Viaduc des Planches (99 m)                                                              |
| Bahnhof | 111,8                        | Les Flachères                                                                           | 248 m                                                                                   |
| Abzweig geradeaus und von rechts |                              | Bahnstrecke Lyon-Saint-Paul–Montbrison von Montbrison                                   | Bahnstrecke Lyon-Saint-Paul–Montbrison von Montbrison                                   |
| U-Bahn-Kopfbahnhof Streckenanfang (Strecke außer Betrieb) · Bahnhof | 113,9                        | Tassin                                                                                  | 229 m                                                                                   |
| U-Bahn-Strecke | 114,6                        |                                                                                         |                                                                                         |
| U-Bahn-Strecke · Strecke nach links · Kreuzung · Strecke quer | 114,6                        | Bahnstrecke Lyon-Saint-Paul–Montbrison nach Lyon-Saint-Paul                             | Bahnstrecke Lyon-Saint-Paul–Montbrison nach Lyon-Saint-Paul                             |
| U-Bahn-Strecke nach links (außer Betrieb) · Kreuzung mit U-Bahn geradeaus oben (Querstrecke außer Betrieb) | ≈115,5                       | FOL nach Lyon und D 489 (ehem. N 89)                                                    | FOL nach Lyon und D 489 (ehem. N 89)                                                    |
| Haltepunkt / Haltestelle | 115,8                        | Alaï                                                                                    | 222 m                                                                                   |
| Brücke über Wasserlauf | 116,6                        | Viaduc de Sarmières (Charbonnières; 136 m)                                              | Viaduc de Sarmières (Charbonnières; 136 m)                                              |
| Brücke über Wasserlauf | 117,1                        | Yzeron (Viaduc de Francheville; 182 m)                                                  | Yzeron (Viaduc de Francheville; 182 m)                                                  |
| Tunnel | 117,7                        | Tunnel de Francheville (92 m)                                                           | Tunnel de Francheville (92 m)                                                           |
| Brücke über Wasserlauf | 117,9                        | Viaduc du Colombier (60 m)                                                              | Viaduc du Colombier (60 m)                                                              |
| Bahnhof | 118,4                        | Francheville                                                                            | 222 m                                                                                   |
| Haltepunkt / Haltestelle | 122,3                        | Chaponost                                                                               | 232 m                                                                                   |
| U-Bahn-Strecke von links (außer Betrieb) · U-Bahn-Strecke quer · Strecke mit Straßenbrücke · U-Bahn-Strecke quer | ≈124,9                       | D 386 (ehem. N 86 und OTL nach Lyon; ehem. BUE)                                         | D 386 (ehem. N 86 und OTL nach Lyon; ehem. BUE)                                         |
| U-Bahn-Kopfbahnhof Streckenende (Strecke außer Betrieb) · Bahnhof | 125,3                        | Brignais                                                                                | 209 m                                                                                   |
| Brücke | ≈126,2                       | Autoroute 450                                                                           | Autoroute 450                                                                           |
| ehemaliger Bahnhof | 127,8                        | Vourles-Charly                                                                          | 199 m                                                                                   |
| ehemaliger Dienststation / Betriebs- oder Güterbahnhof | 130,5                        | Millery-Montagny                                                                        | 179 m                                                                                   |
| Brücke über Wasserlauf | 133,2                        | Garon (27 m)                                                                            | Garon (27 m)                                                                            |
| Strecke · Strecke von links |                              | Bahnstrecke Moret-Veneux-les-Sablons–Lyon-Perrache v. Lyon-P.                           | Bahnstrecke Moret-Veneux-les-Sablons–Lyon-Perrache v. Lyon-P.                           |
| Strecke · Dienststation / Betriebs- oder Güterbahnhof | 134,6 540,2                  | Gleisharfe Badan                                                                        | Gleisharfe Badan                                                                        |
| Strecke von links · Kreuzung links (Strecke geradeaus außer Betrieb) · Strecke nach rechts | 133,8                        | Abzw. Lozanne (Posten 3)                                                                | Abzw. Lozanne (Posten 3)                                                                |
| Bahnhof · Strecke | 134,6 539,3                  | Givors-Canal                                                                            | 161 m                                                                                   |
| Strecke nach links |                              | Bahnstrecke Givors-Canal–Chasse-sur-Rhône n. Chasse/s/Rhône                             | Bahnstrecke Givors-Canal–Chasse-sur-Rhône n. Chasse/s/Rhône                             |
| Strecke nach links · Kreuzung geradeaus unten · Strecke quer · Strecke quer |                              | Bahnstrecke Givors-Canal–Grezan nach Nîmes und Rhône                                    | Bahnstrecke Givors-Canal–Grezan nach Nîmes und Rhône                                    |
| |                              |                                                                                         |                                                                                         |
| Strecke |                              | Bahnstrecke Moret-Veneux-les-Sablons–Lyon-Perrache nach Moret-Veneux-les-Sablons        | Bahnstrecke Moret-Veneux-les-Sablons–Lyon-Perrache nach Moret-Veneux-les-Sablons        |

Die Bahnstrecke Paray-le-Monial–Givors-Canal ist eine ursprünglich doppel-, heute eingleisige, nicht elektrifizierte Eisenbahnstrecke in Frankreich. Sie ist Nordwest-Südost-ausgerichtet, 134 km lang und eine wichtige Verbindung von der Region Centre-Val de Loire in die Metropolregion Lyon, wo sie hauptsächlich dem Nahverkehr dient. Darüber hinaus stellt sie die kürzeste Verbindung für den Querverkehr zwischen Lyon und Nantes dar und dient als Ausweichstrecke nach Moulins, vor allem aber entlastet sie die Hauptstrecke Paris–Lyon vom Güterverkehr. Der Abschnitt zwischen Brignais und dem südöstlichen Endpunkt Givors wird nicht mehr im Personenverkehr bedient.

## Geschichte

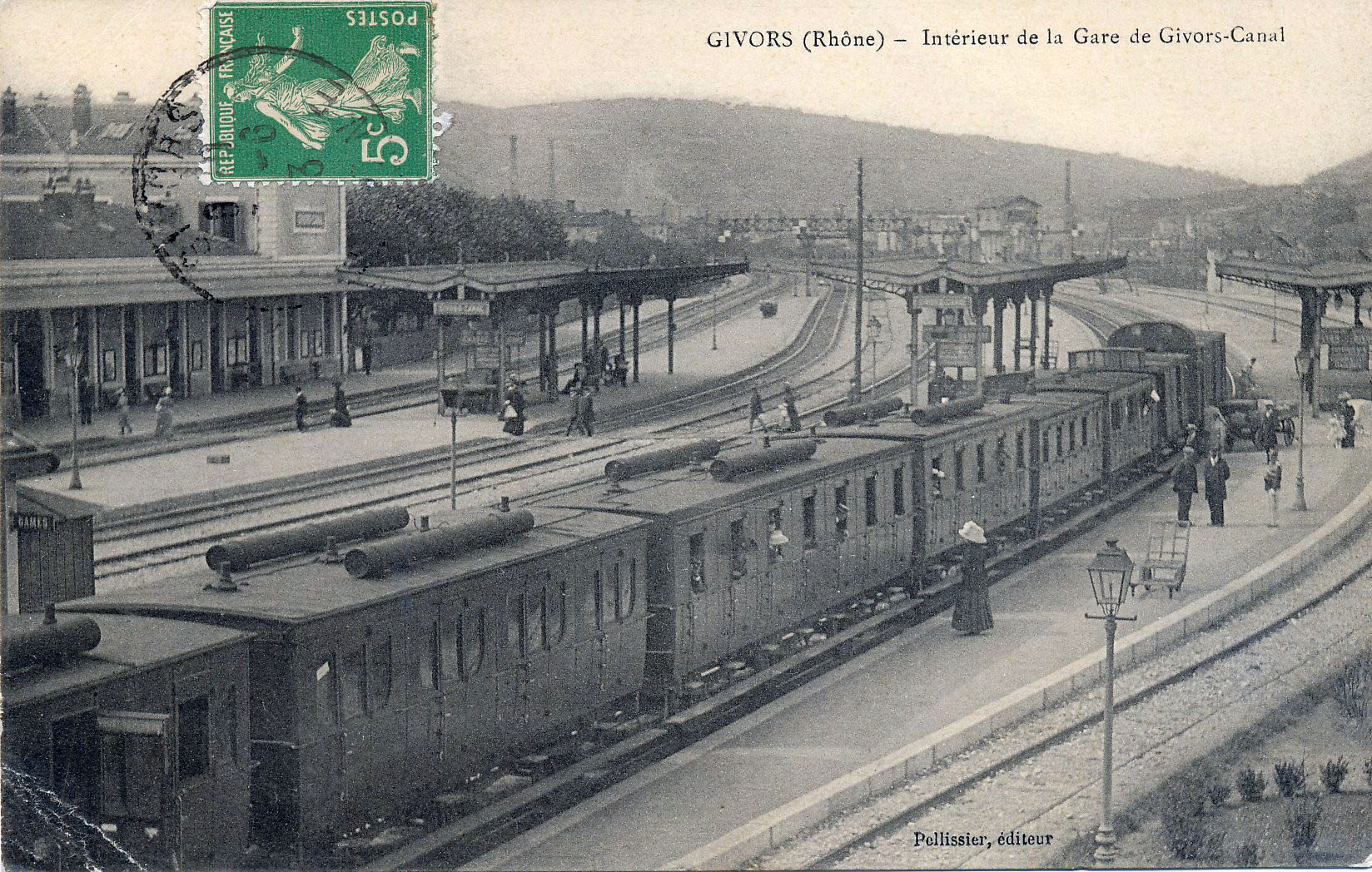
Bahnhof Givors-Canal, um 1890

Diese Bahnstrecke ist Teil des frankreichweiten Freycinet-Streckenplans. Mit dem Gesetz vom 17. Juli 1879, mit dem 181 Eisenbahnstrecken neu in das Netz hinzugefügt werden sollten, erhielt diese Strecke als Nummer 117 Rechtsstatus. Zur Trassierung hieß es dort: „von Givors nach Paray-le-Monial, bei oder in der Nähe von l’Arbresle“. Mit der Wahl des Streckenverlaufs widerspiegelt sich die enge, teils konkurrierende Verbindung zwischen Eisenbahn- und Wasserwegen, die in der zweiten Hälfte des 19. Jahrhunderts noch bestand. Givors-Canal war ein wichtiger Umschlagplatz für Güter aller Art.
Mit dem Gesetz vom 20. November 1883 wurde die zuvor am 26. Mai 1883 zwischen der Compagnie des chemins de fer de Paris à Lyon et à la Méditerranée (PLM) und dem Minister für Verkehr und öffentliche Arbeiten unterzeichnete Vereinbarung formal rechtskräftig und die Trassierung Lozanne–Givors endgültig bestätigt.
Am 4. Oktober 1895 ging zunächst der mittlere, ca. 30 km lange Abschnitt Lozanne–Lamure-sur-Azergues in Betrieb. In Lozanne gab es mit der Bahnstrecke Le Coteau–Saint-Germain-au-Mont-d’Or bereits seit Ende der 1860er Jahre eine Bahnverbindung; am 1. September 1900 folgte der Teil Lamure-sur-Azergues nach Paray-le-Monial. Erst am 25. November 1906 ging Lozanne–Tassin in Betrieb und am 1. Juni 1910 schließlich das letzte Stück Tassin–Givors-Canal. Alle Streckenabschnitte waeren von Anfang an doppelgleisig.

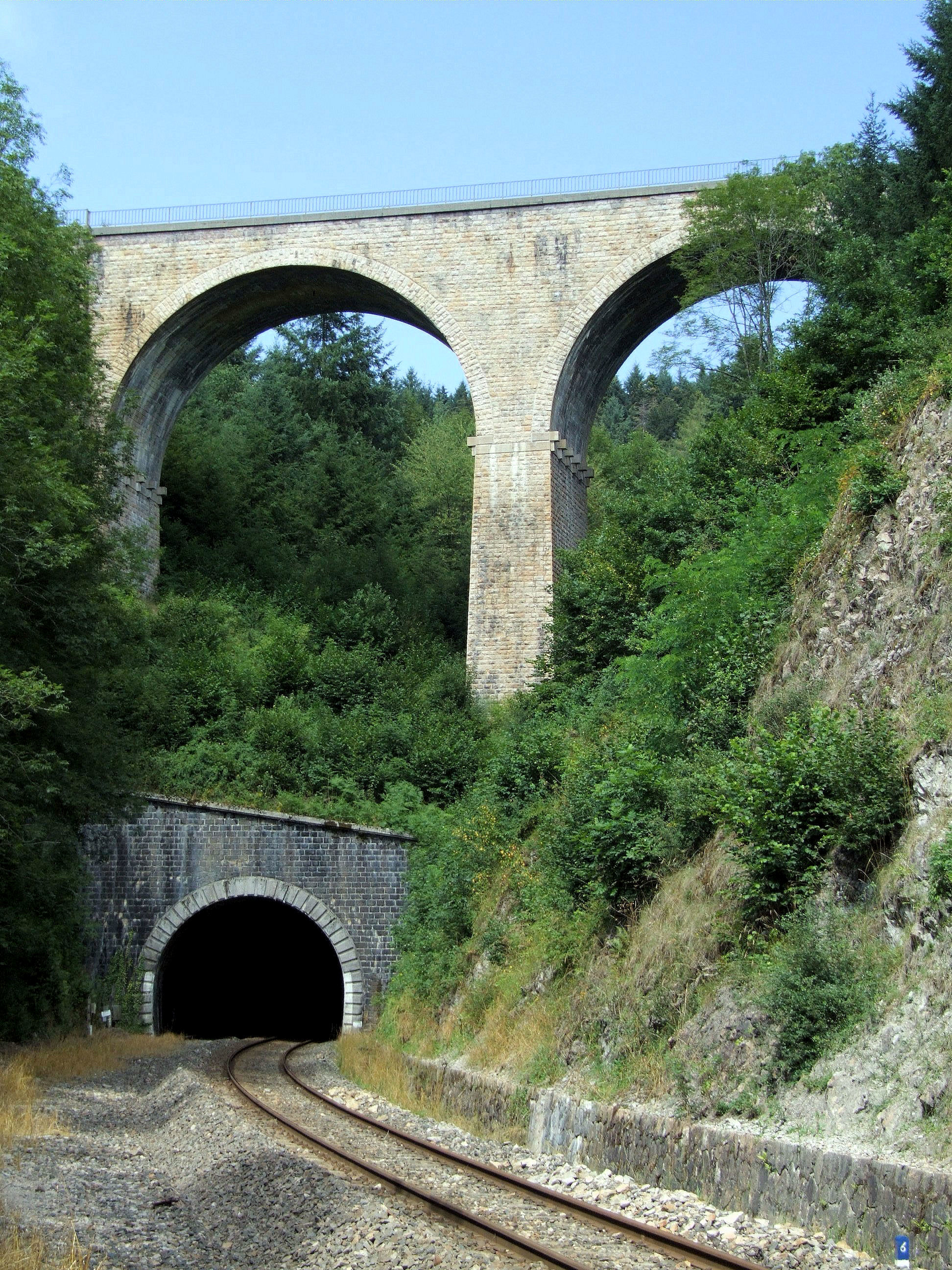
Eisenbahnschleife von Claveisolles, Südwestende, 2005

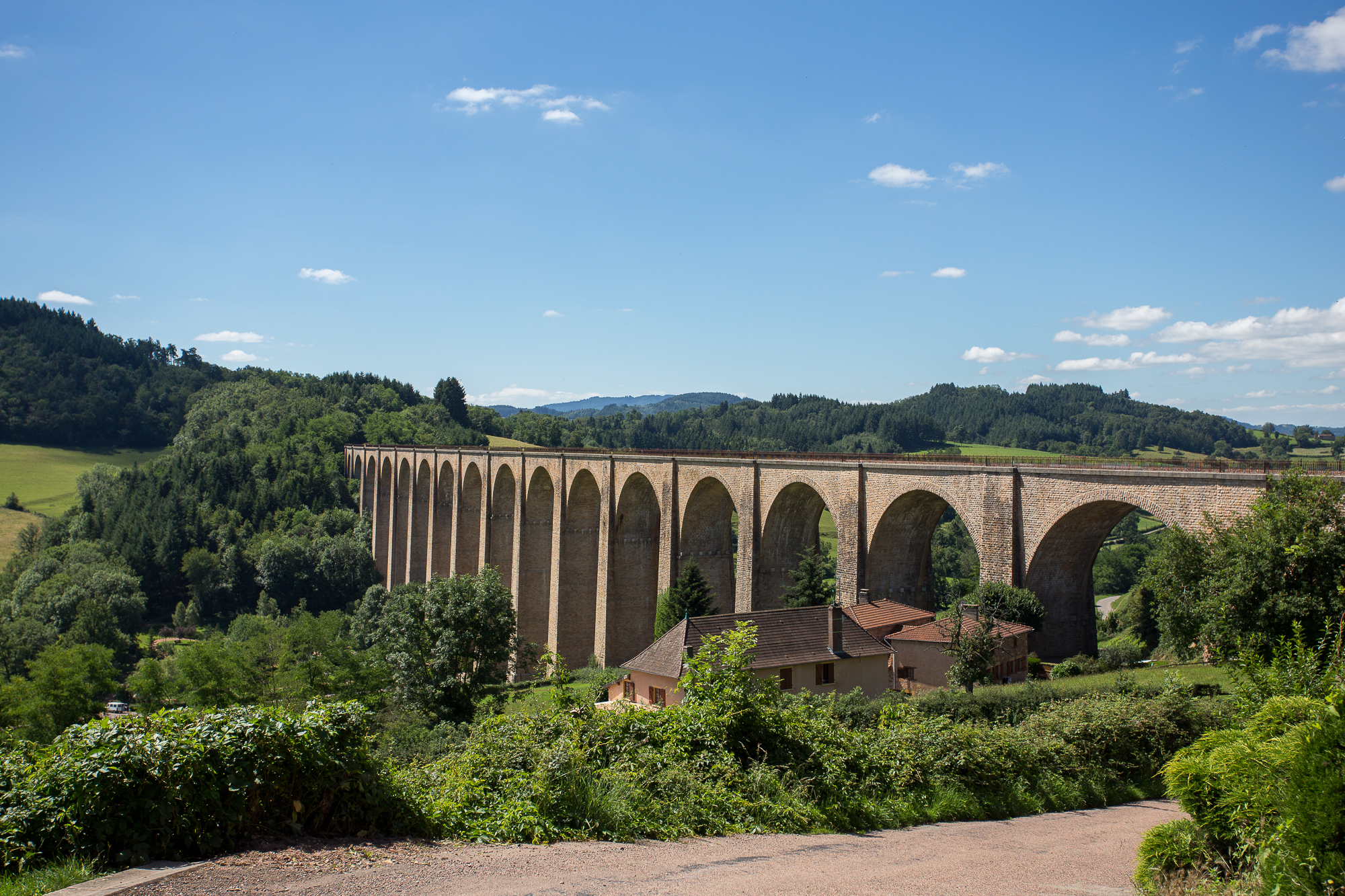
Viaduc de Mussy, 2014

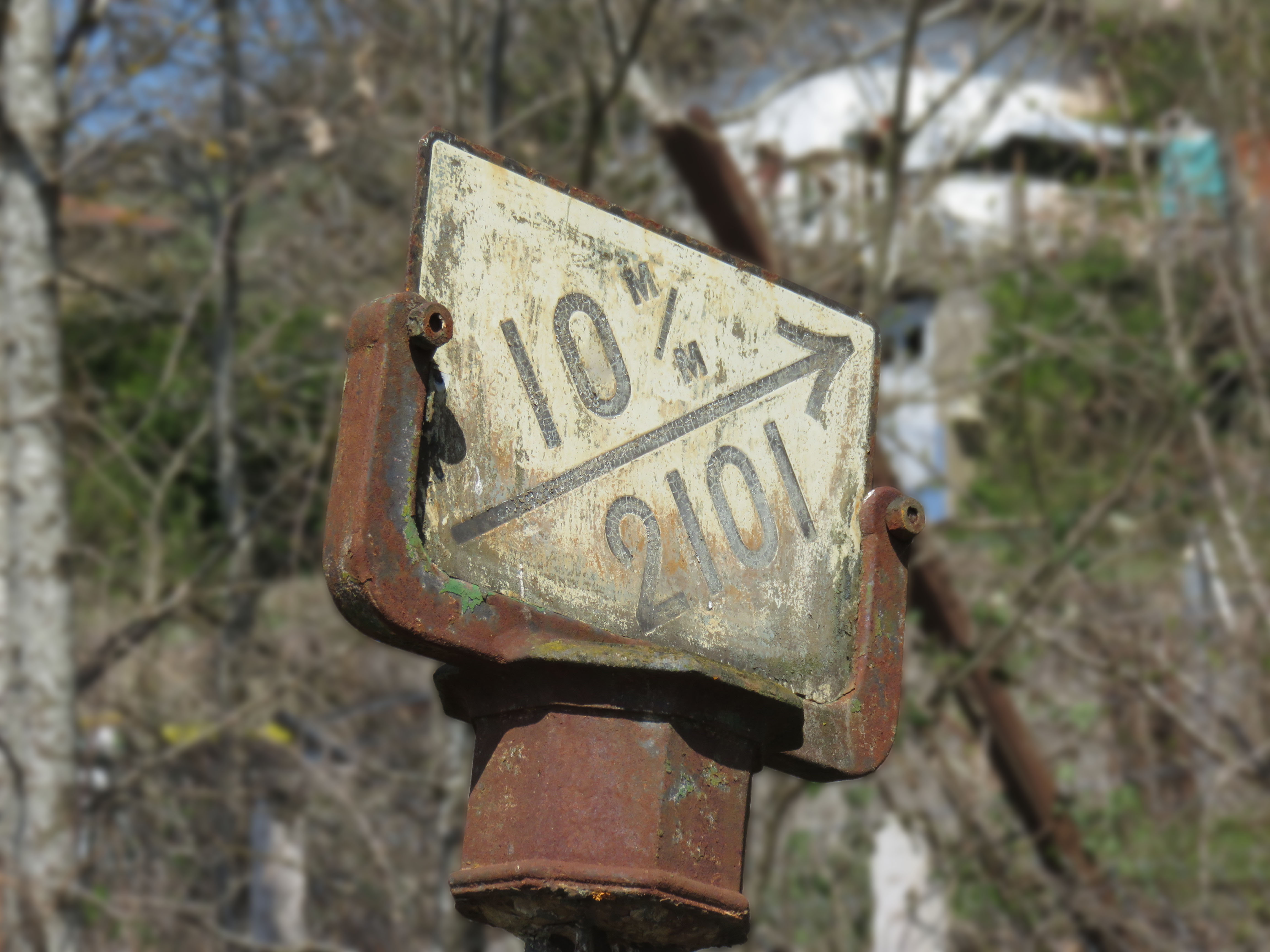
Neigungszeiger am ehemaligen Bahnhof Grandris-Allières, 2019: 10 m Steigung auf den nächsten 2,101 km

Auch wenn der Güterverkehr auf dieser Strecke zufriedenstellend war, so blieb die Zahl der Passagiere bescheiden, insbesondere auf dem südlichen Teil der Strecke zwischen Tassin und Givors. Zum 1. Januar 1934 wurde der Personenverkehr zwischen Brignais und Givors folgerichtig eingestellt und nur drei Jahre später, am 1. Januar 1937 auch zwischen Tassin und Brignais. Im Zuge der Elektrifizierung benachbarter Strecken konnte der Verkehr dort beschleunigt und die Kapazität erhöht werden, sodass hier, auf dieser nicht-elektrifizierten Strecke der Verkehr abnahm.
Das zweite Gleis wurde mit dem Rückgang des Verkehrsaufkommens im Winter 1997/98 entfernt – mit Ausnahme des Tunnel des Écharmeaux. Zugkreuzungen sind heute nur noch möglich in Lamure-sur-Azergues, Lozanne, Dardilly-le-Jubin, Tassin und Francheville.
Die Zunahme der Bevölkerung aufgrund der Zersiedlung und Erweiterung des urbanen Raums rund um Lyon führte 2005 dazu, den 1937 beendeten Personenverkehr auf dem Abschnitt zwischen Tassin und Brignais wieder aufzunehmen. Züge des Transport express régional brauchten 2014 für den Abschnitt Paray-le-Monial–Lozanne 90 Minuten Fahrzeit, kamen aus Nevers oder Moulins und endeten alle in Lyon-Perrache.
Zwischen 2009 und 2012 wurde der Abschnitt zwischen Tassin und Brignais im Rahmen des Erneuerungsprojekts Tram-Train Lyon West umfassend modernisiert. Dabei wurden der Oberbau, die Bahnsteige und die Signaltechnik erneuert und die Elektrifizierung ergänzt. Eine zusätzliche Gleiskehre östlich des Bahnhofs Tassin sorgt dafür, dass vom Bahnhof Lyon-Saint-Paul beide Streckenäste direkt befahrbar sind. Danach wurde es möglich, dass Züge der Straßenbahn Lyon die Gleise dieser Eisenbahnstrecke mitbenutzen konnten. Im Einsatz sind seitdem Wagen vom Typ Citadis Dualis.

## Trasse
Der Bau dieser Strecke stand unter militärstrategischen Gesichtspunkten, als er in der zweiten Hälfte der 1870er Jahre von Charles de Freycinet initiiert wurde. Es ging also um großen Güterumschlag und eine hohe Tonnage. Entsprechend wurde die Strecke zweigleisig und mit nur geringer Steigung von maximal 11 ‰ ausgelegt. Dafür war der Bau langer Rampen, weiter Kurven und Verschlingungen erforderlich. Markantestes Beispiel und in einer typischen Mittelgebirgs-Region eher selten ist der Boucle de Claveisolles, eine etwa 1,25 km × 1,5 km Durchmesser große Kreiskehre auf den Gemeindegebieten von Claveisolles und Saint-Nizier-d’Azergues. Der 591 m hohe La Roche wird von dieser Vollkreis-Schleife fast konzentrisch umrundet.
Viele weitere Kunstbauwerke waren erforderlich. Der längste Tunnel, der noch heute zu den zehn längsten Frankreichs gehört, ist der 4.153 m lange Tunnel des Écharmeaux, der zugleich auch der Scheitelpunkt der Strecke ist. Das längste Brückenbauwerk ist das 60 Meter hohe und 561 m lange Viaduc de Mussy, auf dem die Strecke das Tal des Mussy überquert. Seine 18 Bögen haben eine Spannweite von je 25 m.

## Sekundärbahnen
Nach Fertigstellung dieser Strecke wurde es für andere Verkehrsinfrastruktur-Unternehmen attraktiv, sich an sie anzuschließen. So entstanden eine Reihe von Verbindungen (von Nord nach Süd):
- La Clayette-Baudemont: Chemins de fer départementaux du Rhône – Saône-et-Loire (CD RSL) nach Monsols mit Anschluss nach Cluny
- Bois-d’Oingt-Légny: Chemin de fer du Beaujolais (CFB) nach Villefranche-sur-Saône
- Limonest: Omnibus et Tramways de Lyon (OTL) nach Lyon
- Tassin: Fourvière Ouest-Lyonnais (FOL) nach Lyon
- Brignais: OTL nach Lyon